# شاباک
آژانس امنیت اسرائیل (شاباک یا شین بِت) (در عبری: שב"כ)، نام سازمان اطلاعات و امنیت داخلی در کشور اسرائیل است که مسئولیت جمع‌آوری اطلاعات مربوط به داخل مرزهای اسرائیل و مناطق خودمختار فلسطینی و همچنین خنثی‌سازی فعالیت‌های تروریستی را بر عهده دارد. این سازمان در فعالیت‌های خود جنبهٔ سری و مخفیانه کار کردن را رعایت می‌کند. شعار این سازمان «سپر نامرئی» بوده و مقر اصلی این سازمان در آفِکا واقع در شمال‌غربی تل‌آویو است. این سازمان در کنار موساد و آمان، یکی از سازمان‌های سه‌گانهٔ جامعهٔ اطلاعاتی اسرائیل است. شاباک با اعلام استقلال اسرائیل در سال ۱۹۴۸ به عنوان بخشی از نیروهای دفاعی ارتش شروع به فعالیت کرد. در ابتدا توسط ایسر هارئیل (پدر اطلاعات اسرائیل) اداره می‌شد.بعداً حوزه مسئولیت فعالیت شاباک از ارتش اسرائیل به دفتر نخست‌وزیری منتقل شد.

## ساختار سازمانی
- ادارهٔ اعراب: تمرکز این اداره بر روی فعالیت‌های ضدِ تروریستی در اسرائیل، کرانهٔ باختری و نوار غزه است.
- ادارهٔ اتباع اسرائیلی: این بخش بر فعالیت‌های براندازی و ضدِ جاسوسی متمرکز است. خاستگاه ابتدایی این بخش مبارزه با بلوک شرق بود که با سقوط شوروی، این اداره کمی تحلیل رفت ولی مجدداً با گسترش فعالیت‌های تروریستی در دهه‌های ۱۹۸۰ و ۱۹۹۰ میلادی این اداره مجدداً احیا شد.
- ادارهٔ امنیت: این اداره مسئول تأمین امنیت بخش‌های حیاتی کشور نظیر سفارت‌خانه‌ها، فرودگاه‌ها، دفاتر دولتی و مراکز تحقیقاتی است.[۶]

## عملیات‌های موفق

#### انتشار سخنرانی نیکیتا خروشچف
در سال ۱۹۵۶، شاباک متن سخنرانی خروشچف را که به لهستانی ترجمه شده‌بود، به‌دست‌آورد. در این سخنرانی خروشچف به سرزنش استالین می‌پردازد و جنایت او را محکوم می‌کند. این متن سپس با سیا (آژانس اطلاعات مرکزی آمریکا) به اشتراک گذاشته‌شد و آمریکایی‌ها هم آن را منتشر کردند. انتشار این سخنرانی تأثیر مهمی روی شوروی داشت. گفته می‌شود که این سخنرانی هرگز محرمانه نبوده و حزب کمونیست و نیکیتا خروشچف به عمد و با هدف تسهیل فروپاشی اتحاد جماهیر شوروی آن را انجام داده‌اند.

#### دستگیری یسرائل بار
«یسرائل بار» یک شهروند اسرائیلی متولد اتریش بود که در وزارت دفاع با درجهٔ سرهنگ دوم مشغول به کار بود و برای اتحاد جماهیر شوروی سوسیالیستی جاسوسی می‌کرد. پس از دستگیری، وی به ۱۰ سال حبس محکوم شد و در زندان درگذشت.

#### عملیات یاتِد
عملیات یاتِد، یک عملیات فریب در جریان جنگ شش‌روزه بود که منجر به نابودی نیروی هوایی مصر در عرض ۳ ساعت شد. در این عملیات رأفت الهجان که یک مأمور دو جانبهٔ اسرائیلی-مصری بود به منظور فریبِ سرویس اطلاعاتی مصر به آن‌ها القا کرد که اسرائیل با یک حملهٔ زمینی آغازگر جنگ خواهدبود. مصری‌ها فریب این منبع خبری را خوردند و هواپیماهای خود را در آشیانه نگه داشتند و به این ترتیب هواپیماهای مصری تبدیل به یک هدف ساده برای نیروی هوایی اسرائیل شدند. این عملیات در کنار عملیات مینسمیت از جمله عملیات‌های فریبِ معروف هستند.

#### ربودن آدولف آیشمن
شاباک، آدولف آیشمن که یکی از سیاستمداران نازی بود و پس از جنگ جهانی دوم در آرژانتین زندگی می‌کرد را به جرم نسل‌کشی یهودیان و نقش داشتن در واقعهٔ هولوکاست ربود. او را نهایتاً در زندانی در رمله اعدام کردند.

## بحران‌ها

#### بحران اتوبوس ۳۰۰
در سال ۱۹۸۴ چهار عرب مسلح در داخل یک اتوبوس به گروگان‌گیری پرداختند. طی مداخلهٔ شین بت و در طول درگیری دو تن از گروگان‌گیران جان سپردند و دو گروگان‌گیر دیگر پس از دستگیری و در طول بازداشت توسط شاباک، کشته شدند. این اتفاق منجر به استعفای آوراهام شالوم شد.

## جایگاه سازمانی
طبق اظهارات باراک بن زور (معاون سابق رئیس شاباک) بودجهٔ شاباک از سال ۱۹۵۶، زیر نظر کِنِست قرار دارد ولی از سال ۲۰۰۲، این سازمان زیر نظارت کمیتهٔ دفاع و امور خارجهٔ کنست، قرار گرفت تا اطمینان حاصل شود که این سازمان در حیطهٔ قانون فعالیت می‌کند. به علاوه کابینهٔ سیاسی-امنیتی به‌طور مستقیم از رئیس شاباک گزارش می‌گیرد. همین‌طور کمیتهٔ حقوقی قانون اساسی و عدالت نیز بر این سازمان نظارت دارد. طبق قانون، فعالیت‌های این سازمان با تأیید مشاور حقوقی صورت می‌گیرد و هر فرد بازداشتی توسط این سازمان، حق دارد تا از این سازمان شکایت کند.

## شاباک در فرهنگ عامه
در سال ۲۰۱۲ شش رئیس اسبق شاباک در یک فیلم مستند به نام دروازه‌بانان (به عبری:שומרי הסף) حضور یافتند و دربارهٔ رویدادهای به وجود آمده در دوران ریاست خود صحبت کردند.

## رؤسای سازمان
- ایسر هارل (۱۹۴۸–۱۹۵۲)
- ایزی دوروت (۱۹۵۲–۱۹۵۳)
- مانور آموس (۱۹۵۳–۱۹۶۳)
- یوسف هارملین (۱۹۶۴–۱۹۷۴)
- آبراهام آهیتوف (۱۹۷۴–۱۹۸۱)
- آبراهام شالوم (۱۹۸۱–۱۹۸۶)
- یوسف هارملین (۱۹۸۶–۱۹۸۸)
- یاکوف پری (۱۹۸۸–۱۹۹۴)
- کارمی گیلون (۱۹۹۵–۱۹۹۶)
- آمی آیالون (۱۹۹۶–۲۰۰۰)
- آوی دیچتر (۲۰۰۰–۲۰۰۵)
- یووال دیسکین (۲۰۰۵–۲۰۱۱)
- یورام کوهن (۲۰۱۱–۲۰۱۶)
- نداو ارگامان (۲۰۱۶–۲۰۲۱)
- رونن بار (۲۰۲۱-اکنون)